# Alina Shauchuk
Alina Shauchuk (en bielorruso: Аліна Шаўчук; 25 de agosto de 2005) es una deportista bielorrusa que compite en lucha libre. Ganó una medalla de oro en el Campeonato Europeo de Lucha de 2025, en la categoría de 68 kg.

## Palmarés internacional
| Campeonato Europeo | Campeonato Europeo      | Campeonato Europeo | Campeonato Europeo |
| Año                | Lugar                   | Medalla            | Categoría          |
| ------------------ | ----------------------- | ------------------ | ------------------ |
| 2025               | Bratislava (Eslovaquia) | Medalla de oro     | 68 kg              |